# تغير لغوي
التغير اللغوي هو كل تغير حاصل لخصائص اللغة عبر الزمن لفظيا كان أو معنويا، صوتيا أو حرفيا. وهو تخصص يدرس ضمن مجالات عديدة من دراسة اللغويات ومنها اللغويات التاريخية، اللغويات الاجتماعية، واللغويات التطورية. ويدور جانب من الآراء حول التغير اللغوي بصفته نوعاً من التراجع أو التشوه في اللغة أو كأن جودة اللغة تنخفض، خاصة عندما يُعزى التغير إلى خطأ بشري. غير أن اللغويين الجدد لا يتبنون هذا الرأي طالما أنه لا يوجد مقياس علمي واضح لانخفاض الجودة.

## الأسباب
- الكلفة: تميل المجتمعات إلى تغيير كلامها ليكون أكثر كفاءة وفعالية وبالجهد الأقل، إذاً فإن للموضوع كلفة تترجح مع الفوائد. ويرتبط الموضوع مع مبدأ الجهد الأقل التطوري والذي يُنتج تخفيضاً صوتياً، ثم وبعد أن يصبح ذلك التغيير شائعاً يُمكن أن يتحول إلى قاعدة عامة. من الأمثلة العربية على ذلك اداة الاستفهام العامية في اللهجات العربية الشرقية «ليش» والتي تعود إلى (لـ إيش). وقد ذكر كادورا شيوع هذا المسبب للتغير اللغوي في لهجات البدو.[4] ومن الأمثلة في اللغة الإنجليزية تغير العبارة (going to) إلى (gonna).

- التعبيرية: مع الزمن وشيوع الاستخدام والاعتياد عليه، تفقد اللغات بلاغتها مما يستدعي توظيف مفردات جديدة لإحياء بلاغة اللغة.[5]
- التجانس: مع الزمن، تضفي المجتمعات دون وعي انماطاً من القواعد على كلمات أو اصوات معينة لا تراها متجانسة مع القواعد المتبعة. من الأمثلة على ذلك كلمة «كتابو» في اللغة السواحيلية بمعنى كتاب والتي أصبح جمعها «بتابو» طبيعة الجمع في اللغة السواحيلية والمعتمد على تغيير بداية الكلمة[6].أيضاً من الأمثلة تحور تصريف الماضي للفعل (help) بالإنجليزية بعد أن كانت الكلمة (holp) وماضيها (holpen) فأصبحت (help, helped)، كما أن من الأمثلة العربية على ذلك هو تحويل بعض الأفعال الانجليزية إلى التصريفات العربية مثل الفعل (check) الذي أصبح شائعاً في الرافدينية بتصاريف عربية (يچيك).
- التواصل اللغوي: أن تُستعار كلمات وتراكيب معينة من لغة إلى أخرى.
- الانفصال الجغرافي: عندما ينفصل متحدثو لغة معينة جغرافياً ويعيشون بشكل منفصل فإن اللغة تنقسم تدريجياً إلى لهجات ثم إلى لغات نظراً لاختلاف التجارب التي سيمر بها متحدثو اللغة في كل من المكانين على ضوء العوامل الأخرى المذكورة. من الأمثلة الواضحة على ذلك تفرق اللغات الهندواوربية على مساحة شاسعة، أو مثال اللغات الرومانية التي تفرقت إلى الفرنسية والايطالية والاسبانية والبرتغالية وغيرها.[7]
- البيئة الثقافية: كلما تطورت الثقافة، تدخل إلى اللغة أسماء أماكن وحالات واشياء جديدة سواء كان ذلك بتأثير الاختلاط بشعوب أخرى أم دون ذلك.[8]
- التعلم غير المتقن: يتعلم الأطفال اللغة من البالغين بشكل غير مثالي وغير مطابق تماماً لما يتكلمه البالغون، وتدريجياً تصبح الانماط الجديدة هي القاعدة. ويُمكن أن يحدث التعلم غير المتقن بشكل منتظم ضمن جزء معين من المجتمع مثل مجاميع المهاجرين، حيث يتشكل قوام معين للغة الأقلية ويُمكن أن تؤثر على لغة الأغلبية أيضاً. إحدى الدراسات اوضحت تغيرات صوتية في العبرية بين الأطفال وبين البالغين في الستينات، وذكرت الدراسة أن العبرية هي إحدى أكثر اللغات التي تشهد تغيرات نتيجة التعلم غير المتقن وذلك بسبب الانقطاع التاريخي في استخدام اللغة.[9]
- الوجاهة الاجتماعية: قد تتقدم اللغات نحو الخصائص التي لها وجاهة أجتماعية أكثر أو التي لها تأثير اجتماعي أدنى، من الأمثلة على ذلك فقدان صوت الراء بالهجة البريطانية من اللغة الإنجليزية.

## أنواع التغير اللغوي
يطال التغير اللغوي كافة جوانب اللغة والتي يُمكن تصنيفها بما يلي:

### تغيرات المفردات
تشكل دراسة التغيرات في المفردات (أو التغيرات المعجمية) المنحى التاريخي من دراسة علم التسمية. تدفق المفردات الجديدة نحو لغة معينة يجعل من الأمر مجالاً خصباً للبحث في التغير اللغوي على الرغم من صعوبة احصاء جميع المفردات الموجودة في اللغة في الوقت الحالي. جميع اللغات تكتسب كلمات جديدة وتفقد كلمات وأحد أبرز الوسائل لتسجيل هذه الكلمات هي القواميس (لا تنطبق على اللغات غير المكتوبة أو اللهجات) وتشير القواميس (في الإنجليزية مثلاً) إلى بعض الكلمات على أنها كلمات قديمة، فيما تسعى القواميس في الوقت نفسه إلى تدوين الكلمات الجديدة.
التغييرات المعجمية تحدث لأسباب عديدة منها ما ذكر في أسباب التغير اللغوي أعلاه، لكن بشكل رئيسي فإن ظهور أشياء جديدة يعد سبباً رئيسياً لهذا النوع من التغير اللغوي، حتى ولو لم توجد كلمة جديدة فإن كلمات سابقة قد دالة على الشيء الجديد فضلاً عن معناها القديم. وفي أحيان أخرى، تتم استعادة كلمات قديمة لم تعد قيد الاستخدام، لكن يتم احياؤها للتعبير عن شيء جديد. تتشكل الكلمات الجديدة أيضاً من كلمات عدة مثل كلمة (railway) بالإنجليزية للتعبير عن مفاهيم وأشياء جديدة. بالمقابل فإن عدم بقاء أشياء ومفاهيم معينة يؤدي إلى زوال مفرداتها أيضاً في عملية معاكسة للعملية الأولى.

### التغير اللفظي
يشمل مفهوم التغير اللفظي كلاً من التغيرات الصوتية والفونولوجية التي تطرأ على اللغات. من الأمثلة على ذلك ما لاحظه ويليام لابوف ضمن فترة قصيرة نسبياً وفي موقع محدد من تغيرات لفظية حصلت لدى مجموعة من الناس تحت ظروف الضغوط الاجتماعية. كما لوحظ في دراسة أخرى أقيمت على قراء الأخبار باللغة الهولندية في بلجيكا بين الأعوام 1935 و 1993 وقد لوحظ فيها تغيراً لفظياً ملحوظاً. وبشكل عام فإنه يصعب دراسة هذا النوع من التغير بما أن التدوين لم يكن فاعلاً بشكل كبير حتى القرن التاسع عشر ثم ظهرت وسائل التسجيل في القرن العشرين.

### التغير الدلالي
المقال الأصلي: التطور الدلالي
التغير الدلالي هو حالة انزياح في معنى الكلمات الموجودة في اللغة وأصنافه هي:
الانحطاط: تراجع مضامين المصطلح نحو معنى أكثر سلبية.
الترقي: تقدم مضامين المصطلح نحو معنى أكثر إيجابية.
التوسع: اكتساب المصطلح استخدامات أخرى جديدة.
التضيق: تقييد استخدامات المصطلح أكثر من السابق.
من الأمثلة على الانحطاط في التطور الدلالي مصطلح «طول اليد» الذي كان يُشير إلى الكرم والسخاء ثم أصبح اليوم يشير إلى السرقة ومن الأمثلة على الترقي كلمة شاطر التي لطالما كان لها دلالات سلبية في الماضي كالاحتيال على الناس ثم أصبحت ذات دلالة إيجابية بمعنى الذكاء والاجتهاد والجد.

### التغير النحوي
التغير النحوي هو التغير الذي يطال القواعد أو تصاريف الأفعال في اللغة. من الأمثلة عليه تغير ادوات المستقبل في معظم اللهجات العربية فلم يعد هناك من يقول (سأذهب) في مصر أو العراق أو تونس، بل يستعاض عن تصريف المستقبل بتصريفات أخرى. ويحدث التغير النحوي على نطاق واسع جداً ضمن ما يعرف بمبدأ إعادة التعجيم حيث تكتسب لغة معينة قواعد ومفردات لغة أخرى جديدة مما يساهم في إنشاء اللغات المولدة (مثل اللغة العربية الجوبية) واللغات الهجينة. وتسهم عملية التهجين في اللغة بذلك أيضاً.

## اللغويات الإجتماعية
يعد التغير اللغوي مجالاً محورياً ضمن دراسة اللغويات الاجتماعية وأبرز ما في ذلك هو دراسة الدافع الاجتماعي للتغير اللغوي. قدم ويليام لابوف مبدأ العصر الذهبي لشرح التغير اللغوي من منظور اللغويات الاجتماعية، ويمكن تلخيص هذا المبدأ بأن البشر لا يرحبون بالخصائص اللغوية الجديدة مثلما يرحبون بأكلة جديدة أو بموسيقى جديدة، بل يميلون إلى شجب هذه التغيرات فيقول: «لا يقول أحد أن إبني يتكلم أفضل مما أتكلم عندما كنت طفلاً، بل إن الاعتقاد الأبرز هو أن اللغة كانت في الماضي بطور مثالي حيث كانت جميع الأصوات جميلة، جميع الكلمات دقيقة ومناسبة ومعبرة». غير أن فرضية لابوف تم نقدها بأنها تركز على النصوص مستثنية الجمهور وإطار استخدام اللغة، وأنها محددة بمجموعات ديموغرافية محددة.
حول التغير اللغوي ودوافعه الاجتماعية تذكر ريم بسيوني أن من نتائج الصدام بين الحكومة الاردنية والفلسطينيين في مطلع السبعينات أصبح التغير اللغوي يميل نحو اللهجة البدوية الأردنية بدلاً من الفلسطينية الحضرية على الرغم من الارتباط الاجتماعي للهجة الفلسطينية بالغنى والتمدن وارتباط اللهجة الأردنية بالبداوة. وحول صلة المتغيرات اللغوية بالدين تذكر بسيوني مثالاً آخر من البحرين حيث تتباين اللهجة بين سنة البحرين وشيعة البحرين وفقاً لدراسة أجريت في منتصف الثمانينات وذلك وفقاً لطبيعة السكان من السنة والشيعة.
درس جان، فضلي وباترون التغير اللغوي في اللغة التركية على ضوء التغيرات الاجتماعية وقد لاحظوا أن الكلمات صارت تميل إلى أن تصبح أكثر طولاً وذلك نتيجة للتغير اللغوي الممنهج من قبل الحكومة في القرن العشرين والميل نحو الاستغناء عن الكلمات الأجنبية، وتحديداً العربية والفارسية مقابل تشكيل كلمات أخرى بالاعتماد على خصائص اللغة التركية في إضافة اللواحق مما يجعل الكلمات أكثر طولاً.

## التقييس والدراسة الإحصائية
قدم كل من التنتاش، جان وباترون طريقة لدراسة التغير اللغوي إحصائياً وذلك من خلال مقارنة ترجمات مختلفة منفصلة زمنياً واحصاء الخصائص فيها مثل طول الكلمات، استخدام الجذور، استخدام اللواحق (ينطبق على التركية) ثم تحليل ذلك احصائياً بين الفترات المختلفة.

## التحول اللغوي
اقرأ المقال الأصلي: التحول اللغوي
تنتشر اللغات ذات المكانة الأعلى على حساب اللغات ذات المكانة الأدنى، ولذلك أمثلة كثيرة مثل تحول سكان بلاد الغال إلى اللاتينية. ويراه آخرون على أنه قابل للتبسيط على مستوى آخر حيث تُعلم النساء الأطفال لغات الرجال من ذوي المكانة الأعلى وحينما يتزوج هؤلاء فسيتعلم الأطفال لغاتهم (مثل حالة النساء اللواتي يتعرضن للسبي فيتعلم أطفالهن لغة الغزاة) حتى تطغى لغة الرجال من ذوي المكانة الأعلى.